# Basilique Saint-Vital de Ravenne
Cette  basilique n’est pas la seule basilique Saint-Vital.
La basilique Saint-Vital (en italien : Basilica di San Vitale) est une basilique italienne datant du VIe siècle, située à Ravenne, en Émilie-Romagne. C'est l'un des monuments les plus représentatifs de l'architecture et de l'art byzantin en Europe occidentale. Connue pour son ensemble de mosaïques du VIe siècle, elle est inscrite, avec d'autres monuments de Ravenne, sur la liste du patrimoine mondial de l'Unesco.

## Histoire
La légende rapporte que l'édifice aurait été érigé sur les lieux du martyre de saint Vital. Cependant, il n'est pas certain qu'il s'agisse de saint Vital de Milan ou d'un autre saint Vital dont les reliques ont été découvertes en même temps que celles de saint Agricola par saint Ambroise, en 393, à Bologne.
Sa construction est commencée par l'évêque Ecclesius en 526, et terminée en 547 par le vingt-septième évêque de Ravenne, Maximien, pendant la période de l'exarchat (période pendant laquelle ce territoire dépendait de l’empire romain d’Orient). L'édifice combine des éléments architecturaux romains (le dôme, la forme des portails, les tours) avec des éléments byzantins (l'abside polygonale, les chapiteaux, la construction en briquettes, etc.). L'église est d'une importance majeure pour apprécier l'art du VIe siècle et de la période justinienne, car elle est la seule à subsister de cette période, et à n'avoir pratiquement subi aucune transformation jusqu'à nos jours.
Sa construction a été financée par un banquier grec, Julien l'Argentier, dont on sait très peu de chose, si ce n'est qu'il finança également la construction de la basilique Saint-Apollinaire in Classe, vers la même époque. Le véritable bienfaiteur peut aussi avoir été l'empereur byzantin lui-même, qui considérait la fondation d'églises comme un outil de propagande et comme une façon de renforcer les liens de certains territoires avec l'empire.

## Description

### Plan de l'édifice

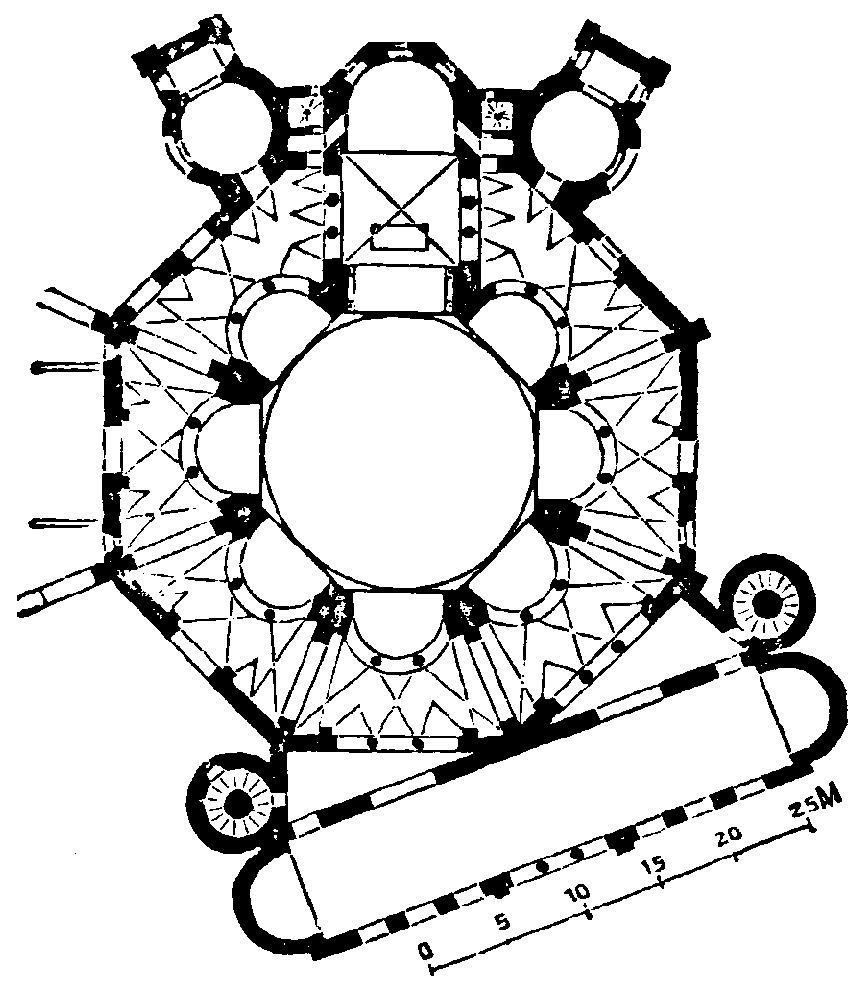
Plan de la basilique

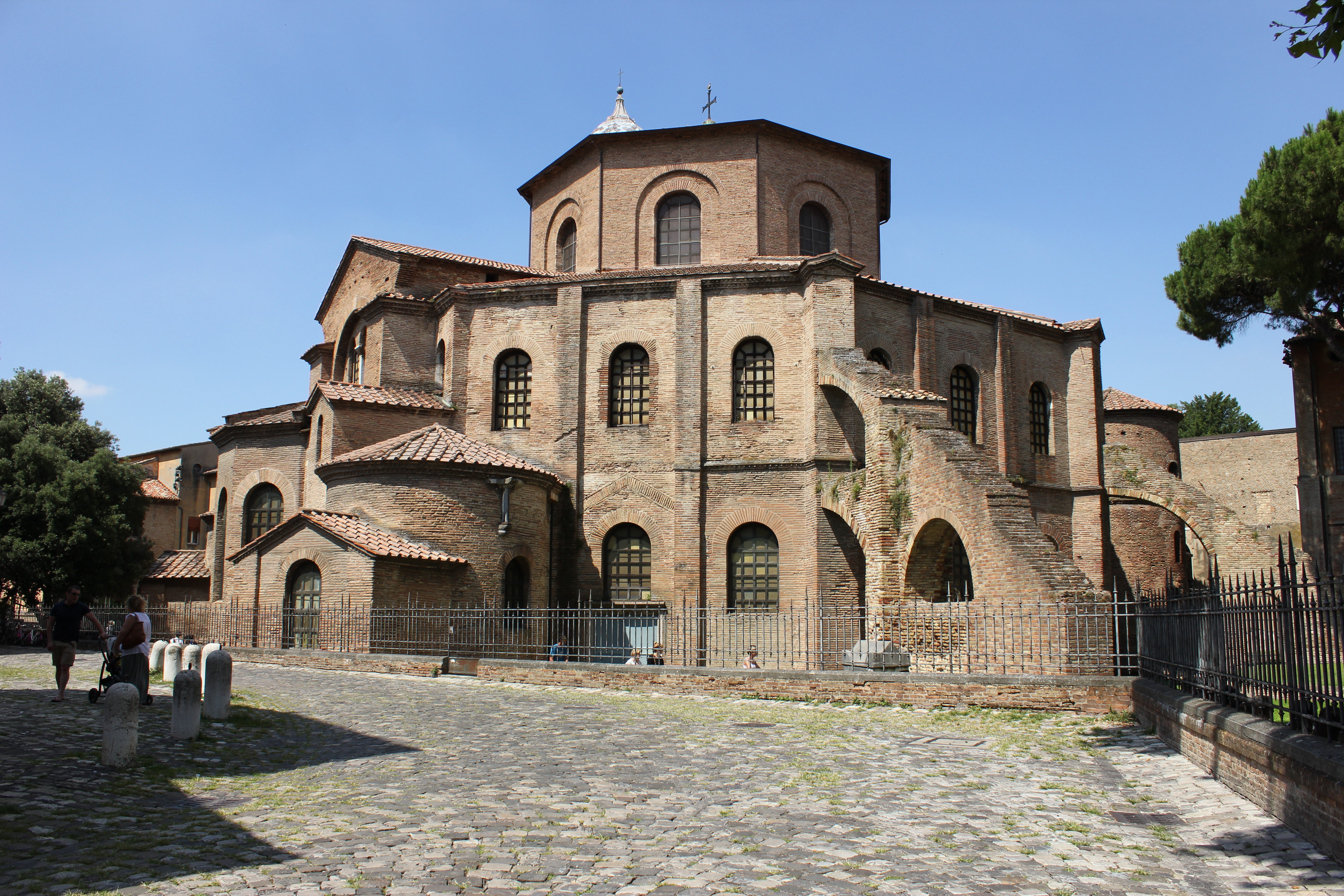
La basilique et la chapelle absidiale

Le plan de l'édifice passe parfois pour avoir été inspiré par celui de l'Anastasis, l'église de la Résurrection que Constantin Ier a fait construire à Jérusalem sur le site du Saint-Sépulcre (et qui a été détruite par les Perses en 614). Plus probablement, le plan s'inspire de celui de la première église San Lorenzo de Milan, monumental édifice de plan centré construit dans la seconde moitié du IVe siècle, dans une ville qui était devenue la capitale de facto de l'Empire romain. Mais la dette la plus importante est à chercher à Constantinople, dans l'église des Saints-Serge-et-Bacchus, mise en chantier dans les mêmes années, qui présente un plan, une élévation et un système de couvrement très proches : Saint-Vital témoigne du rayonnement de l'art constantinopolitain à Ravenne, avant même la prise de Ravenne par les Byzantins (540). La place importante que Saint-Vital occupe dans l'histoire de l'architecture tient aussi au fait que l'édifice a été pris comme modèle pour la chapelle palatine de Charlemagne, à Aix-la-Chapelle, construite de 790 à 805, autour du couronnement impérial de 800.

### Mosaïques
Seule une partie de l'église a conservé son décor original, la chapelle absidale, mais cette partie du monument est mondialement connue et tire l'essentiel de sa renommée de ses somptueuses mosaïques, de facture byzantine primitive de la période justinienne (VIe siècle). Ravenne possède d'ailleurs l'ensemble de mosaïques conservées datant de cette période le plus impressionnant de tout le domaine byzantin, celles de la capitale Constantinople ayant beaucoup souffert de la crise iconoclaste, les mosaïques de Ravenne nous donnent une idée sur la somptuosité du style qui prévalait dans la première période de l'art byzantin. Ces mosaïques ont valu à la ville de Ravenne d'être inscrite au patrimoine mondial de l'Humanité établi par l'UNESCO.
Les mosaïques présentent de nombreux et importants détails, ainsi que l'ornement. Le fond d'or, caractéristique de l'art byzantin, dématérialise les scènes et les sort d'un contexte historique. Cependant, la simplification des formes permet la lisibilité de la scène.

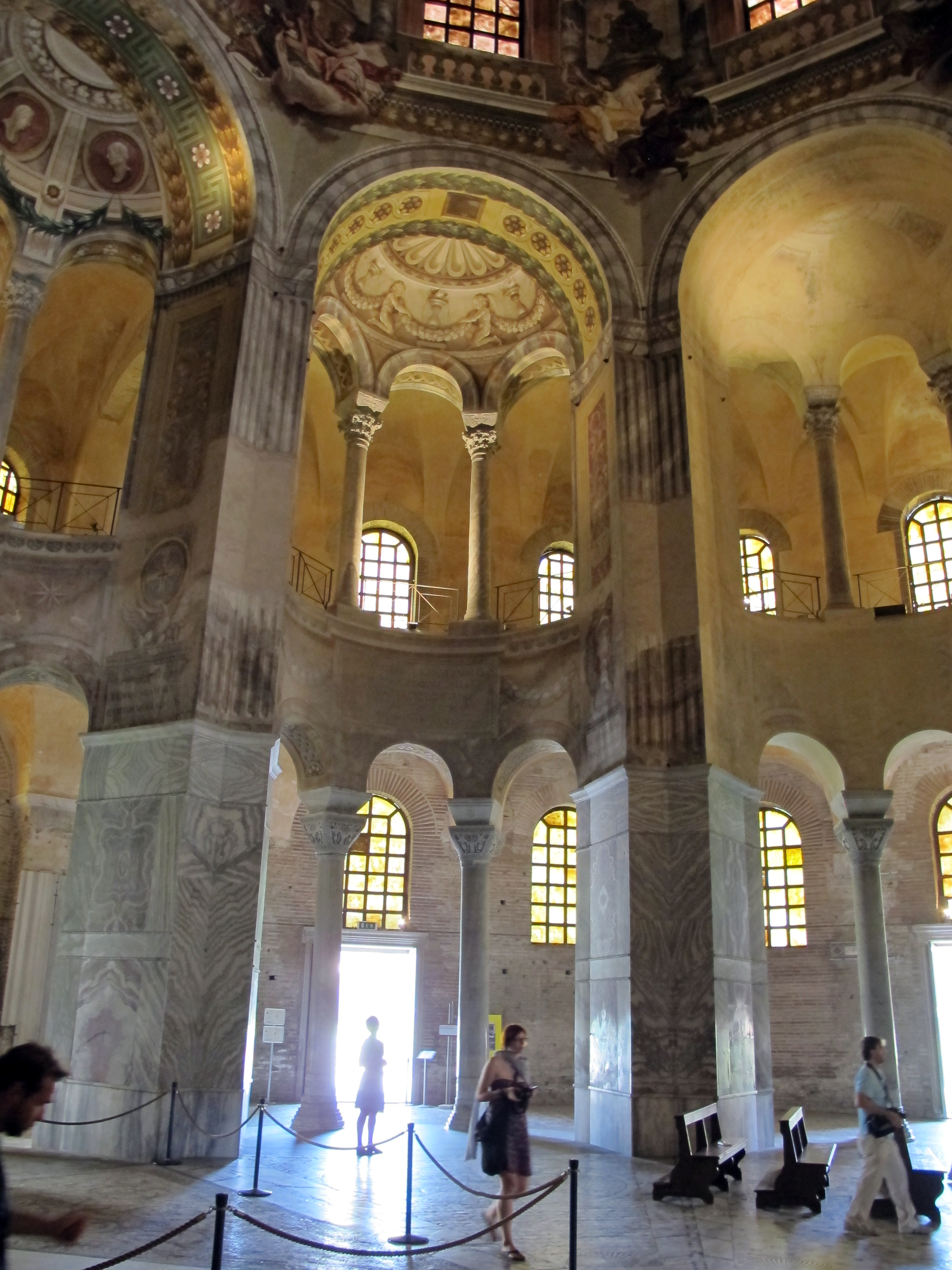
Architecture intérieure.
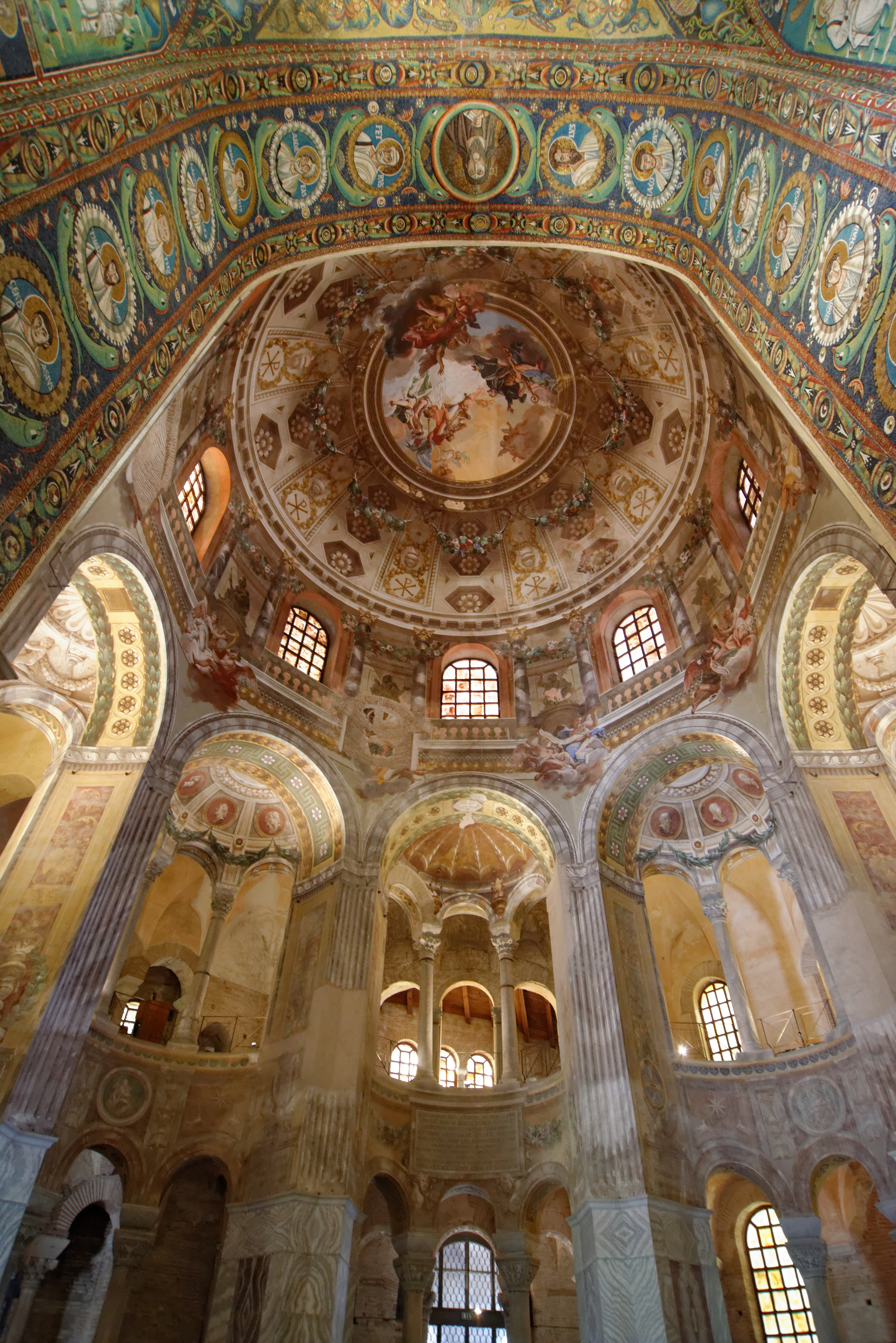
Vue du dôme de style byzantin.
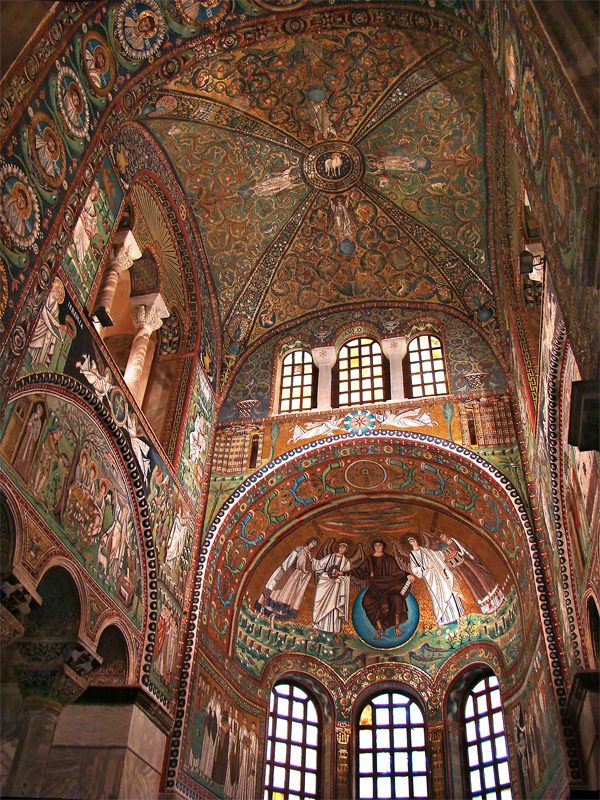
Chapelle absidiale.

#### Arc triomphal
Un arc triomphal sépare la chapelle de la partie centrale du bâtiment ; il est orné de quinze médaillons figurant le Christ et les douze Apôtres, dont Paul, et les deux fils de saint Vital, Gervais et Protais. La figure du Christ a subi une restauration à l’époque moderne si bien que les restaurateurs n'ont pas réussi à déterminer si à l'origine le Christ était représenté barbu ou s'il avait été représenté jeune et imberbe. L'arc triomphal marque l'entrée dans la chapelle.

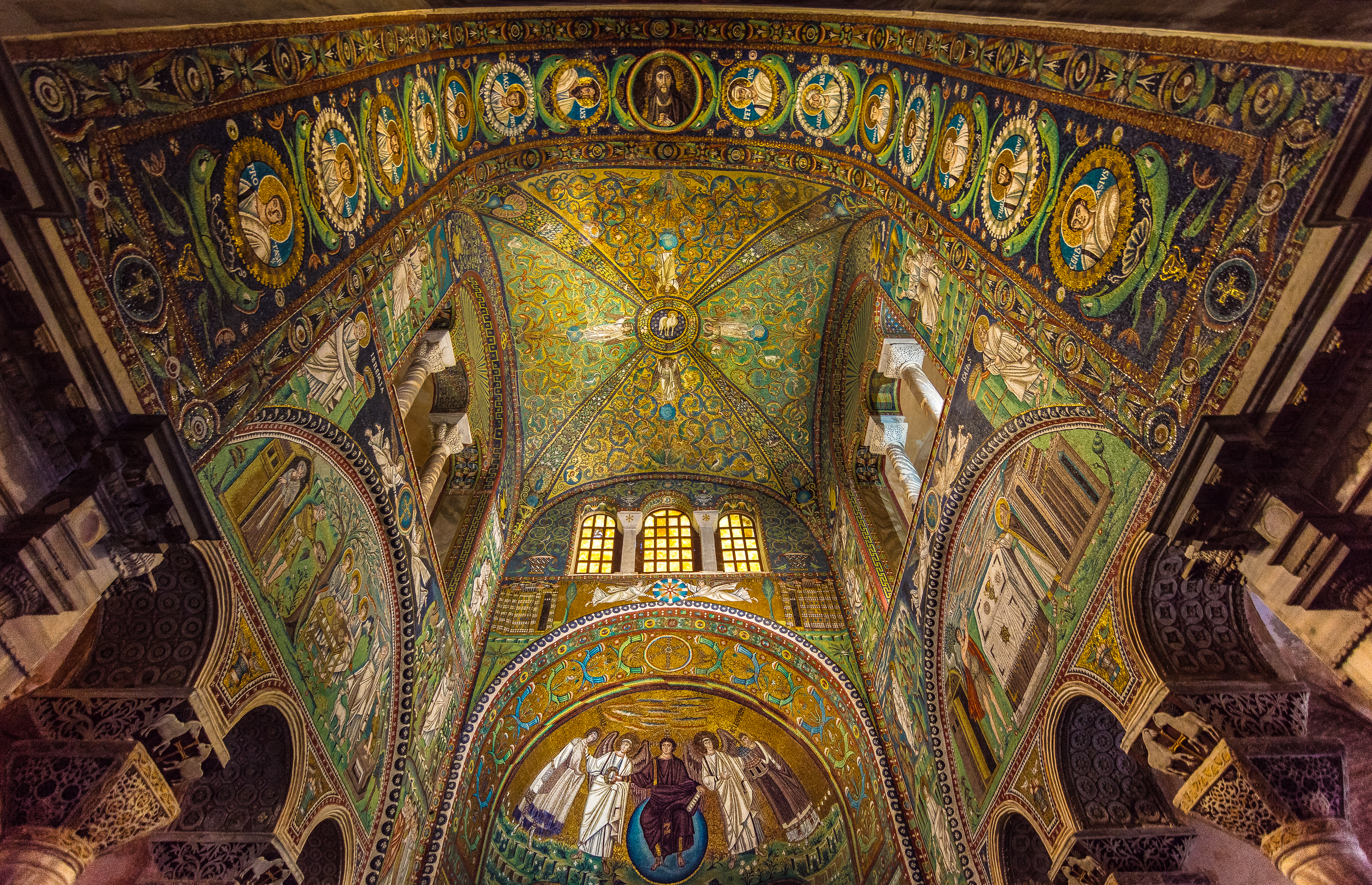
Arc triomphal avec médaillons de Jésus et des apôtres.
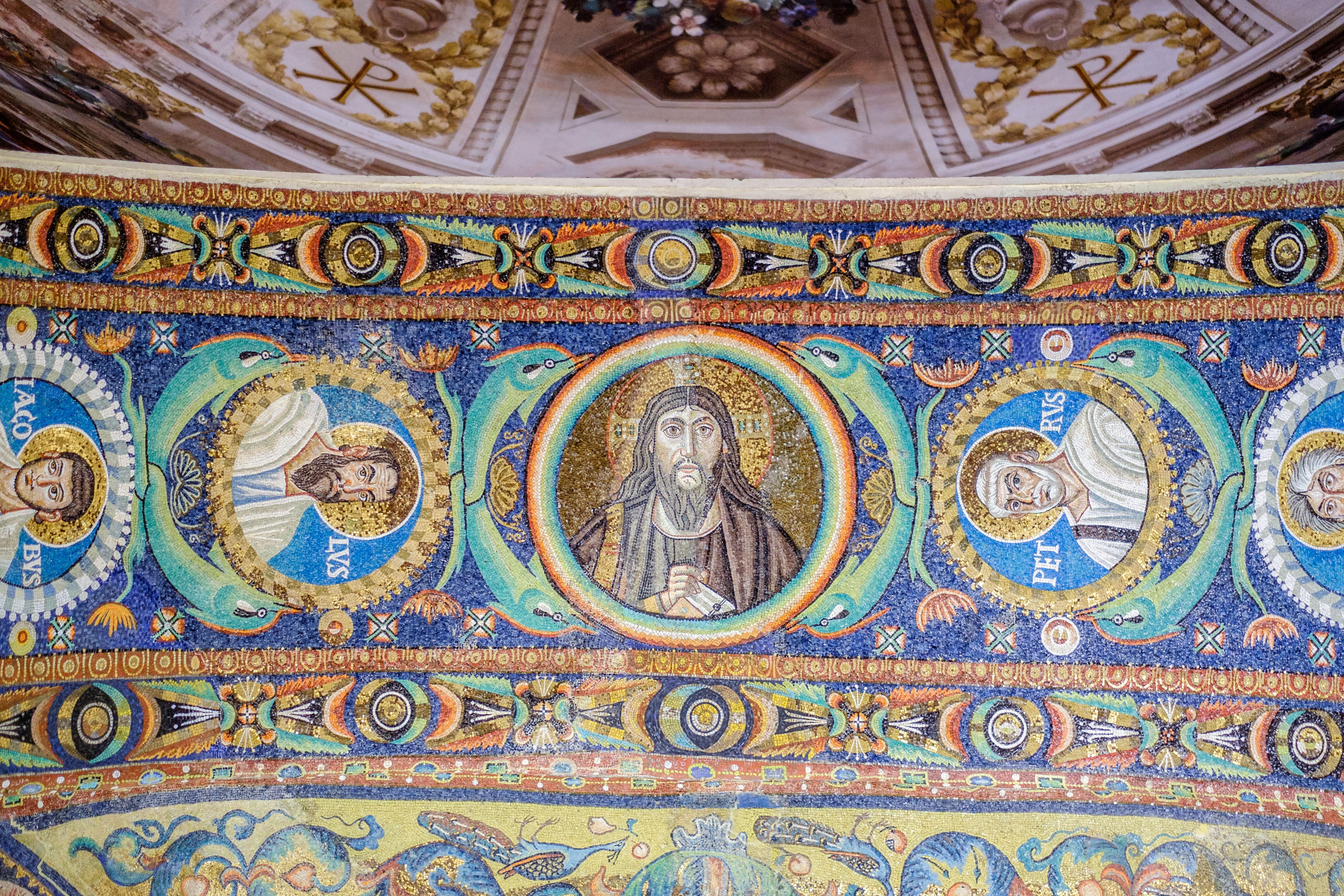
Intrados de l'arc triomphal : Paul, le Christ, Pierre.
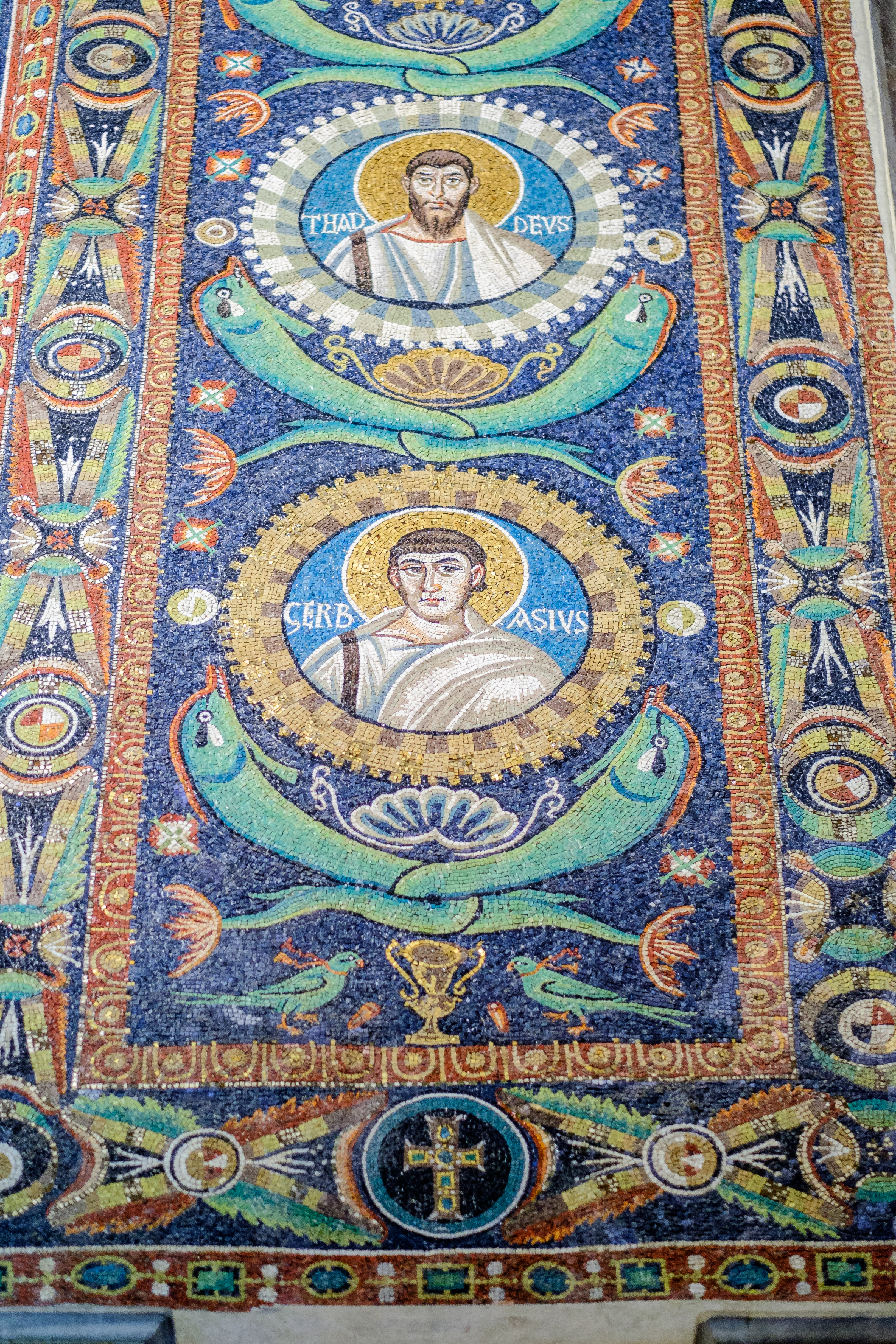
Intrados de l'arc triomphal avec médaillons.

#### Chapelle
Le programme iconographique de la partie antérieure de la chapelle fait un large appel à des scènes de l'Ancien Testament qui se réfèrent au sacrifice divin (les sacrifices d'Abel, d'Isaac fils d'Abraham, de Melchisédech symbolisant le sacrifice parfait, préfigurant celui du Christ représenté par l'Agneau), et à la présence effective et réelle de Dieu (dans le buisson ardent, au mont Sinaï, ou par les Trois Anges, symboles de la Trinité).

##### Voûte
La voûte du sanctuaire est divisée en quatre secteurs, séparés par de larges frises de feuillage avec des fruits, des oiseaux, des petits animaux, un paon à la jonction avec les piliers. Ces guirlandes se rejoignent au niveau du médaillon central, porté par quatre anges, où se trouve l'Agneau mystique. Chaque secteur est couvert d'un semis de feuilles d'acanthe rehaussées d'or, enserrant entre leurs courbes tout un monde paradisiaque d'oiseaux et d'animaux divers.

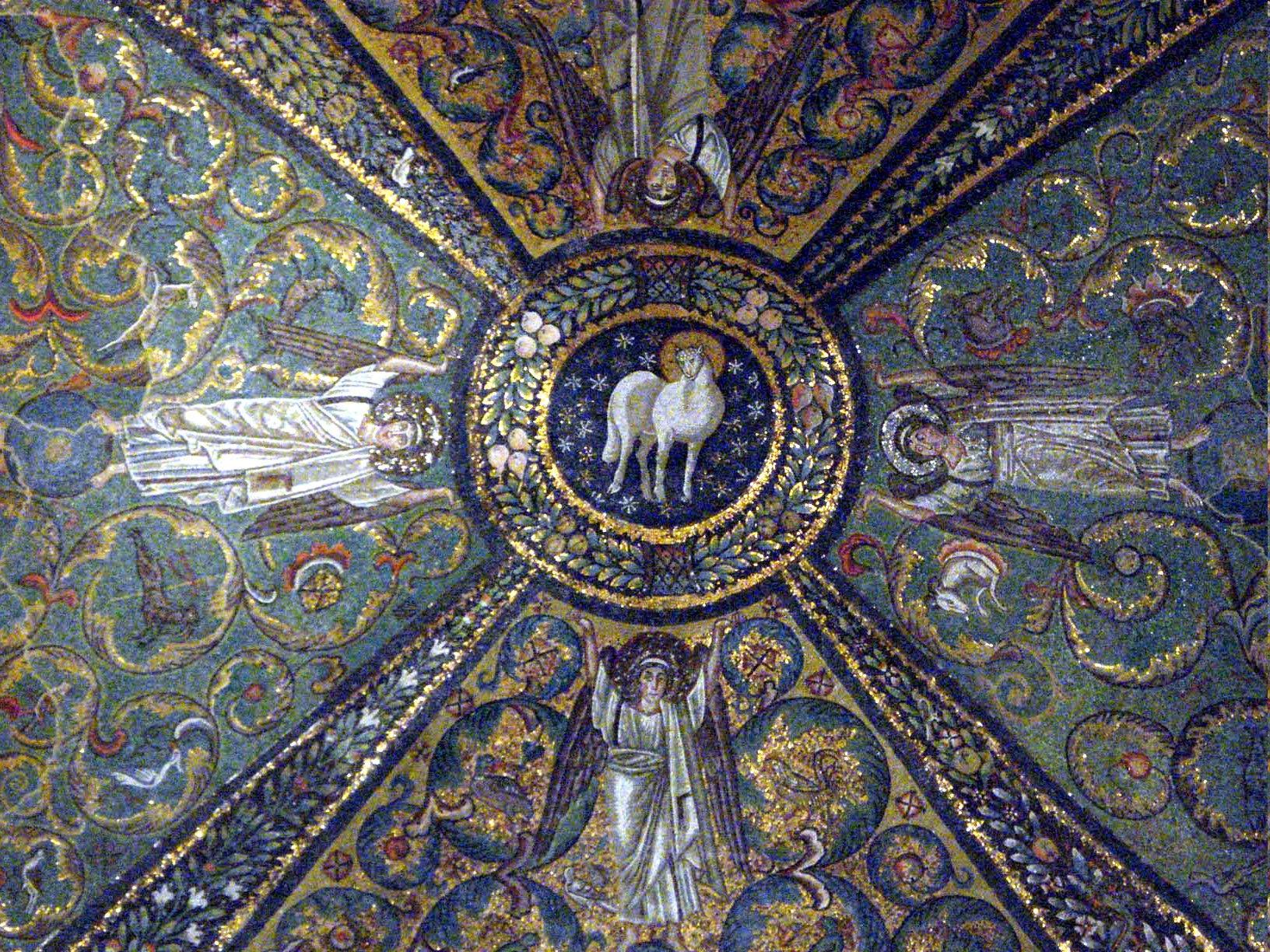
Voûte : l'Agneau mystique.
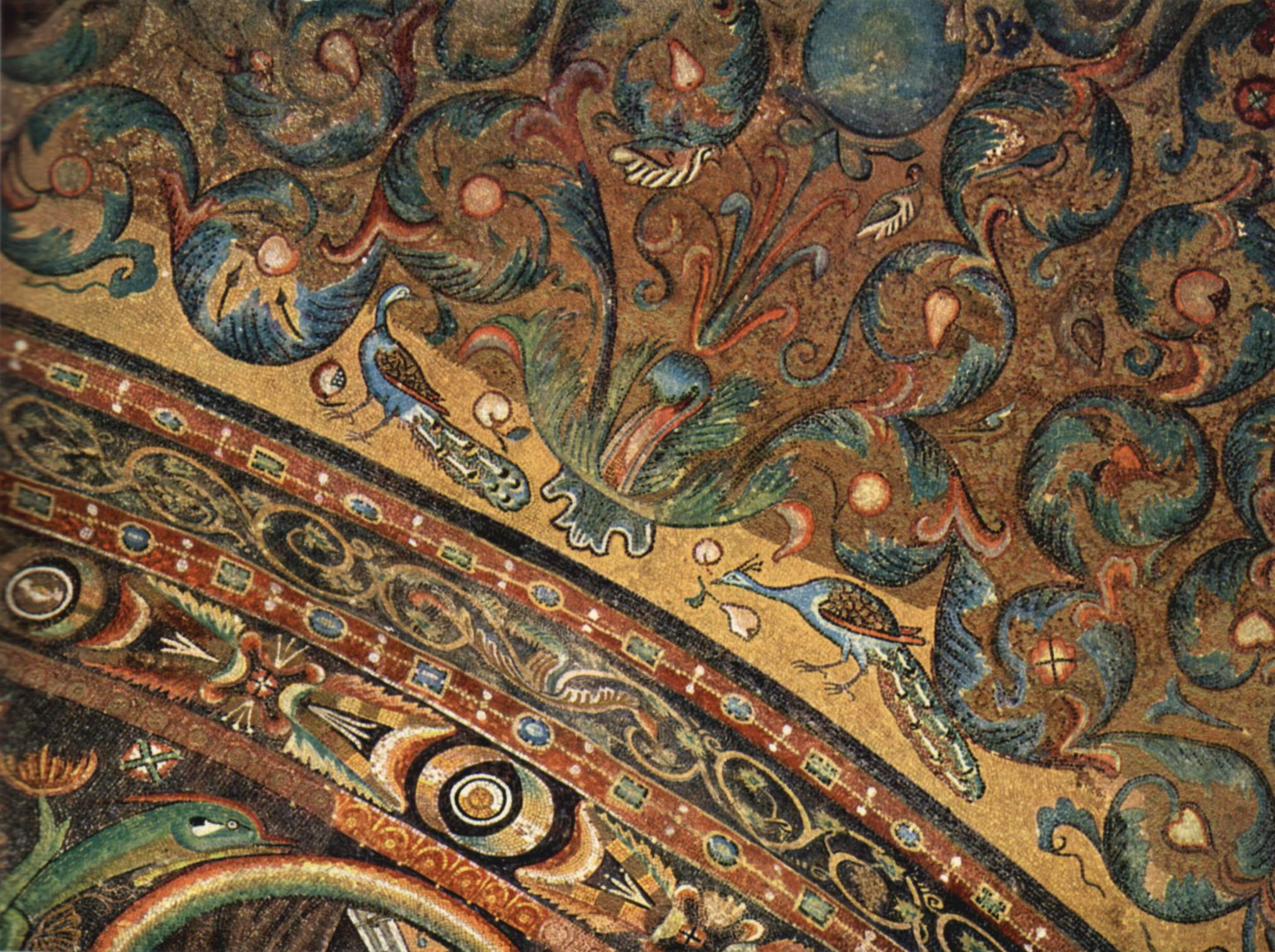
Départ d'un des entrelacs de la voûte.
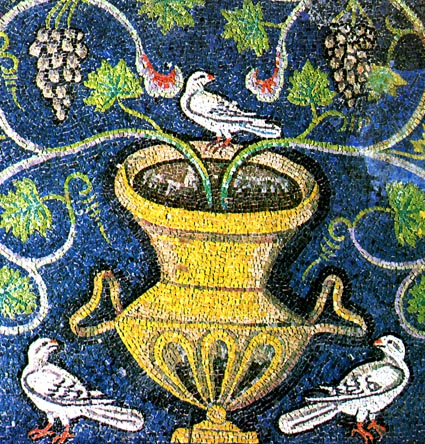
Décor sur les arcs hauts des murs latéraux.

##### Arcatures
La chapelle est séparée du déambulatoire, de chaque côté, par une triple arcature décorée de panneaux représentant des scènes de l'Ancien Testament :
À gauche, Abraham, recevant la visite des Trois Anges, et le sacrifice qu'il s'apprête à faire de son fils Isaac ; au-dessus à droite, Moïse sur le mont Sinaï ;

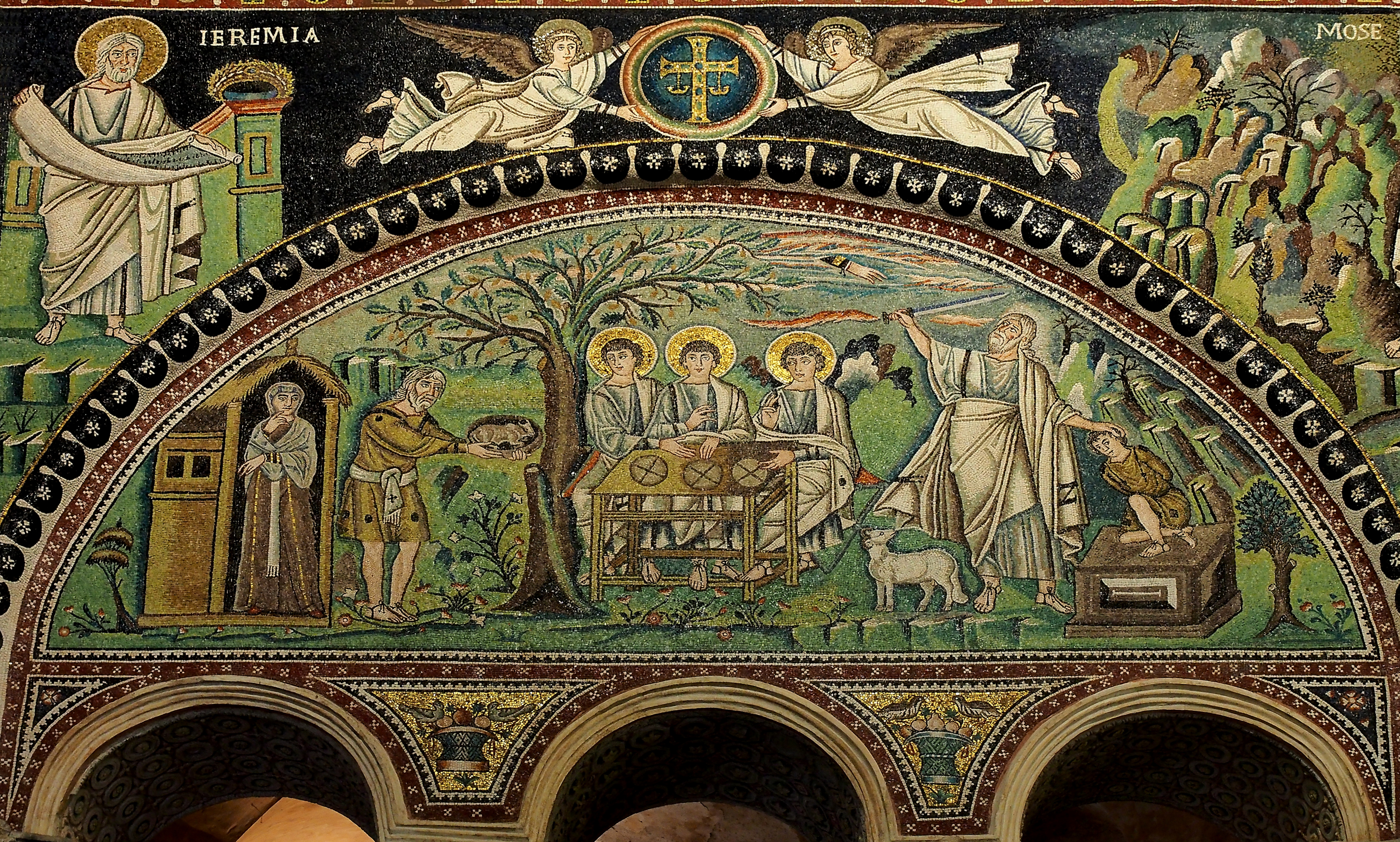
Abraham reçoit trois anges ; ligature d'Isaac.
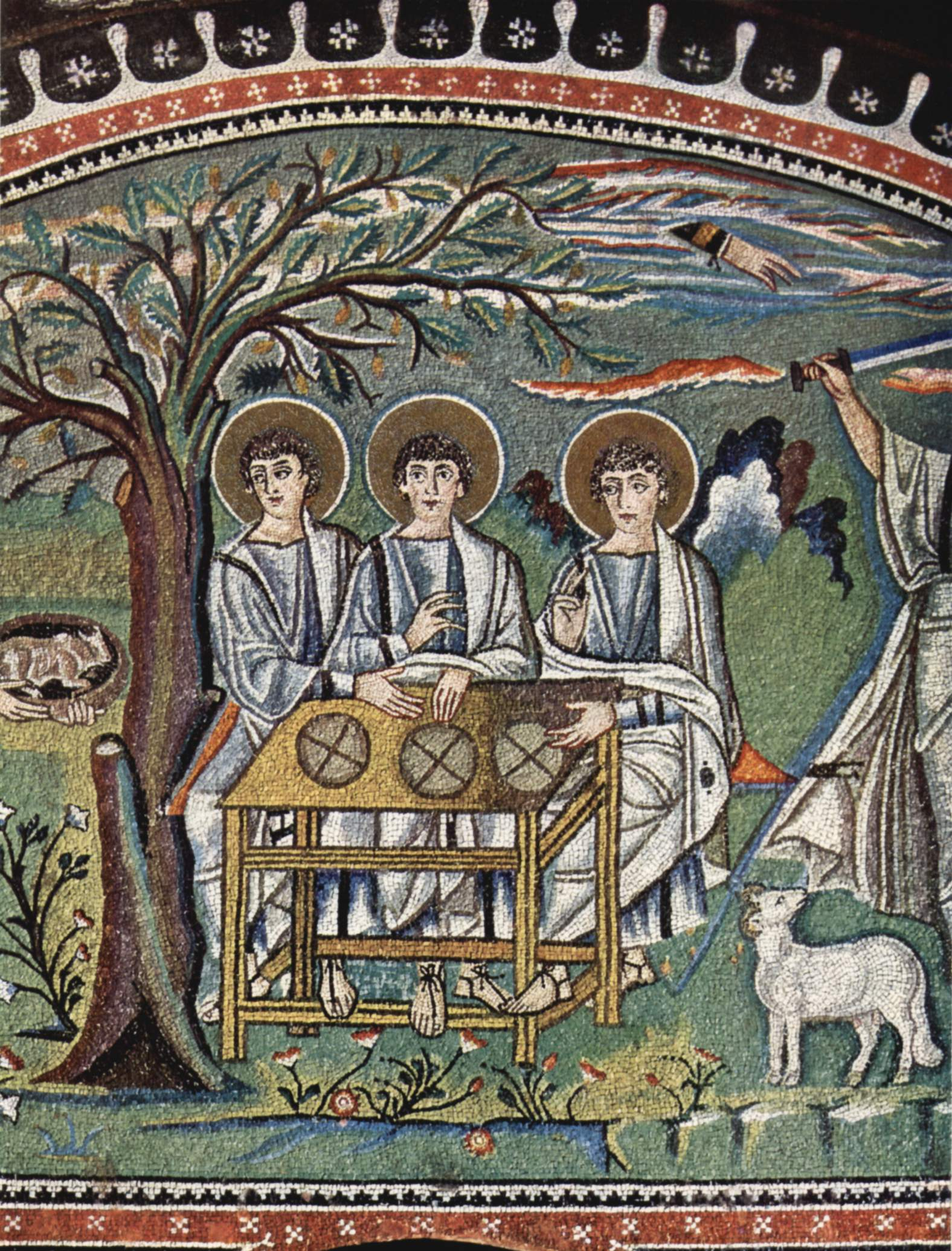
Mosaïque du chœur : les Trois Anges reçus par Abraham.
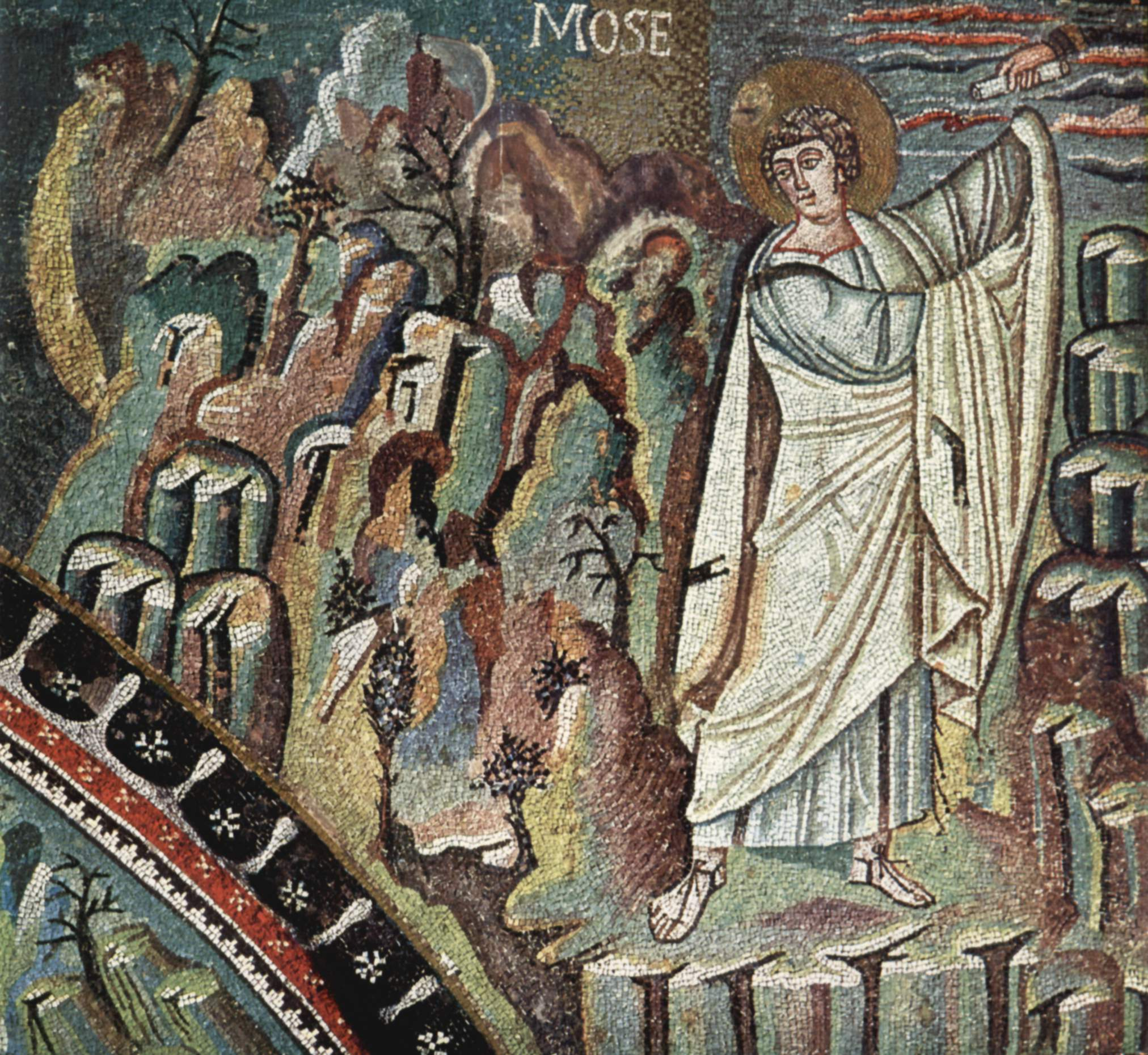
Moïse.

À droite, les sacrifices d'Abel et de Melchisédech ; Moïse devant le Buisson Ardent ; des figures d'anges, les prophètes Isaïe et Jérémie, les quatre évangélistes accompagnés de leurs symboles complètent la décoration de cette partie.

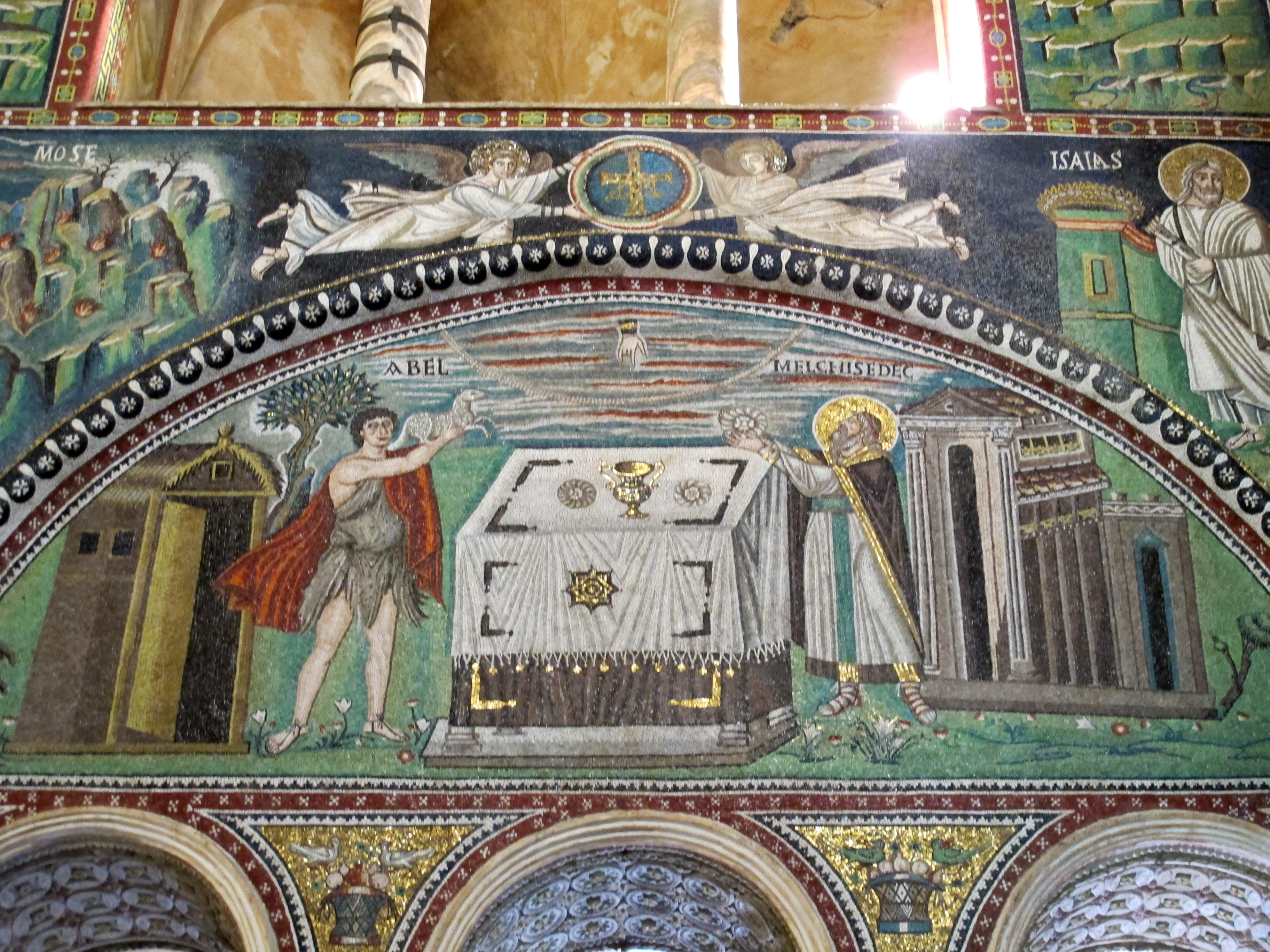
Sacrifice d'Abel et Melchisédech ; Isaïe, à droite.
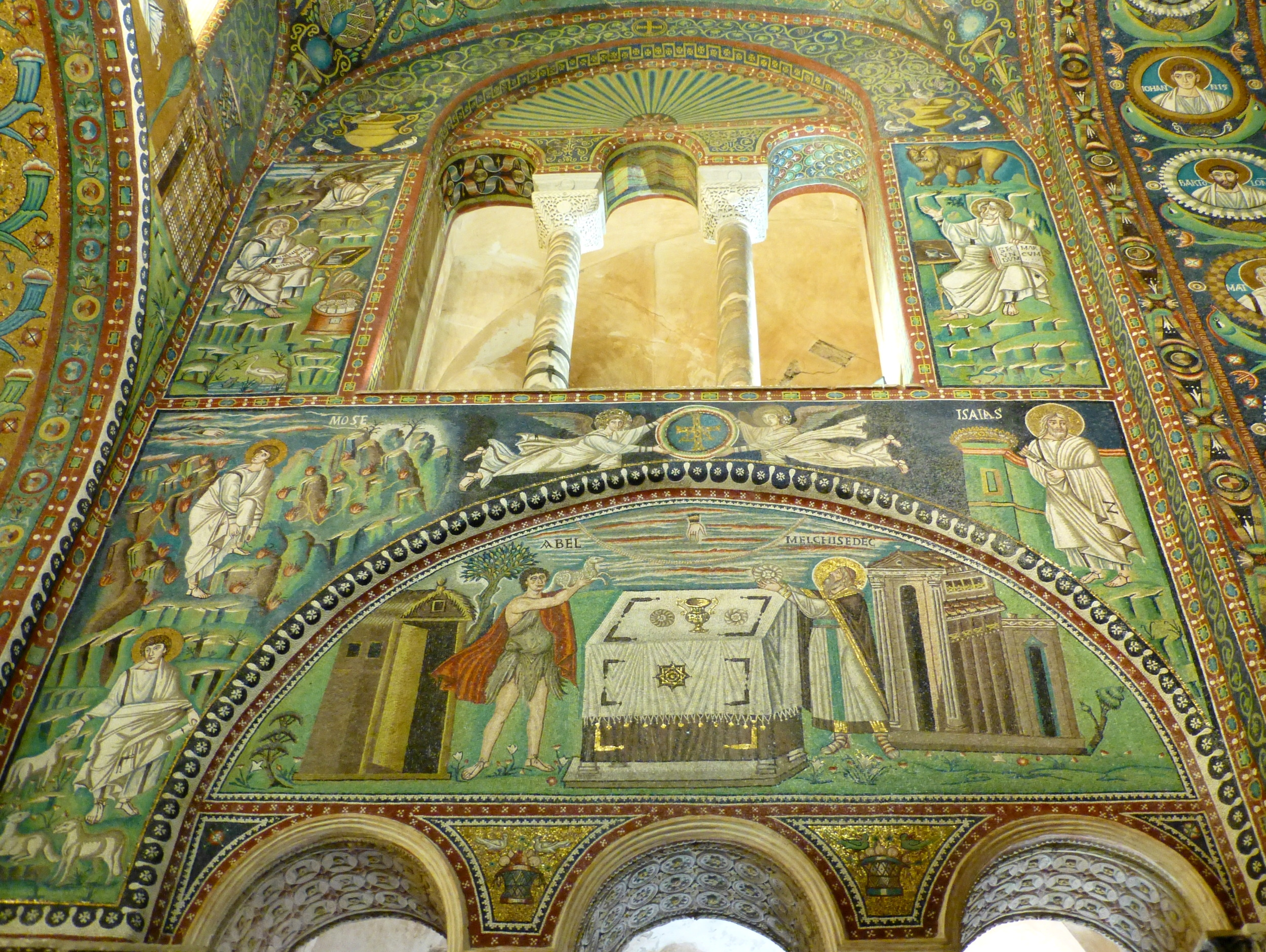
Vue plus générale.

Le fond de la chapelle est consacré au Christ, qui a la première place, devant le couple impérial.

##### Panneaux latéraux de l'abside
La chapelle absidiale est la seule partie d'origine de l'époque justinienne. Deux grands panneaux muraux latéraux, disposés face à face, cantonnent la mosaïque de l'abside ; ils portent les mosaïques les plus célèbres, probablement, de tout l'art byzantin. Il s'agit des cortèges présidés par le couple impérial, l'empereur Justinien et son épouse Théodora. Ces deux mosaïques ont été commandées par l'évêque Victor, dès la prise de Ravenne par Justinien, célébrant ainsi le retour de l'administration impériale.

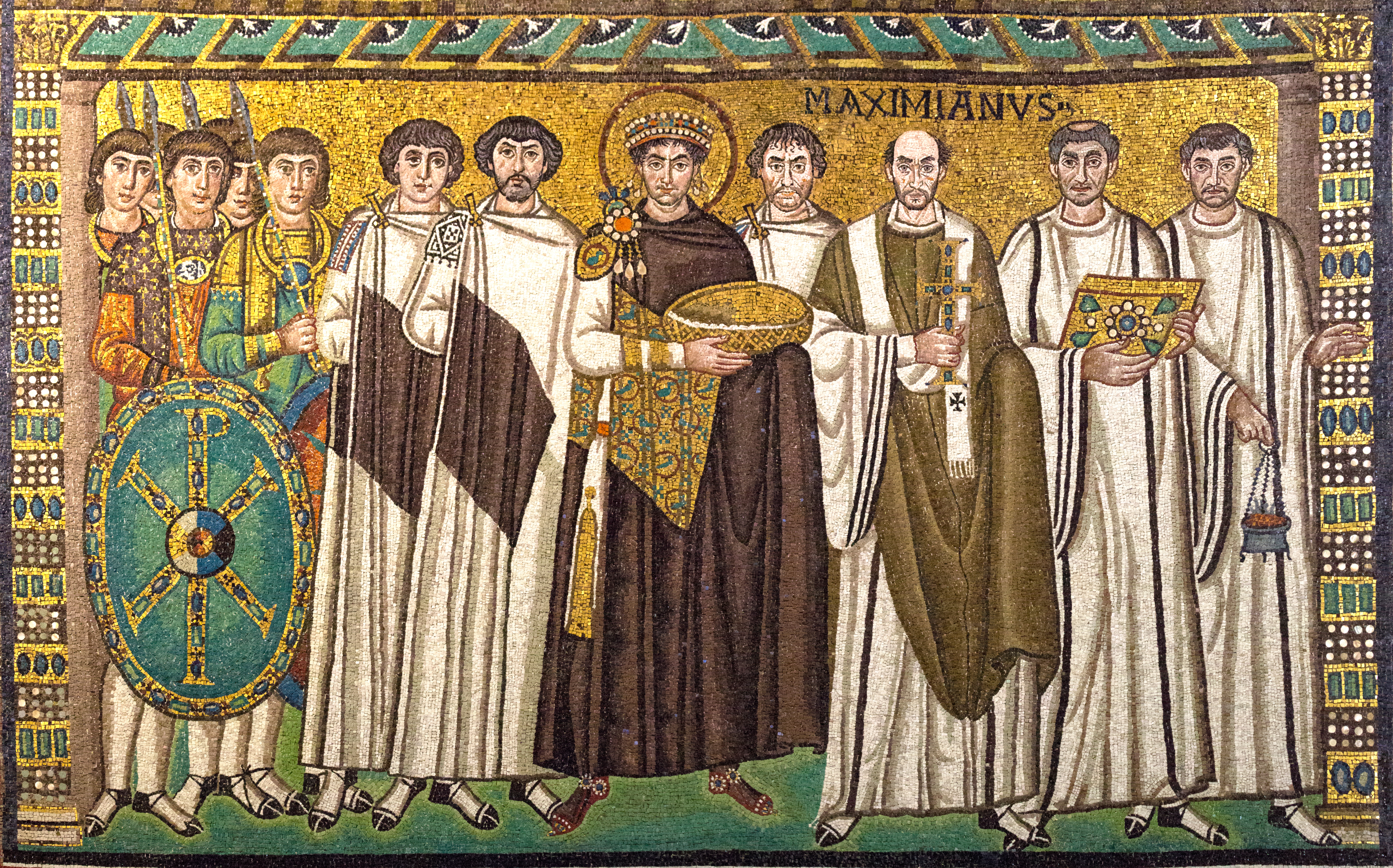
L'empereur Justinien et sa cour.
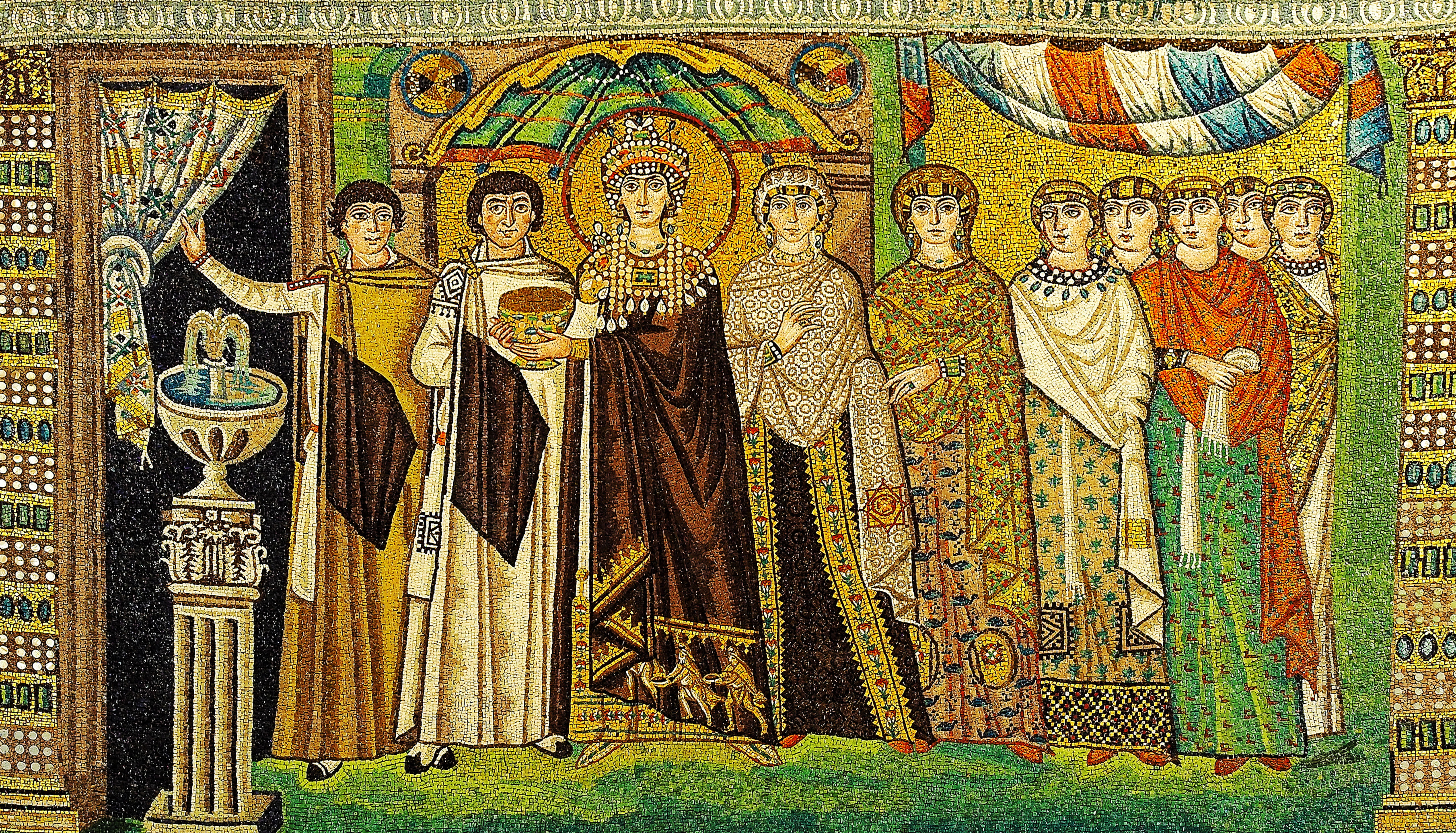
L'impératrice Théodora et sa cour.

Le premier cortège est dirigé par Justinien (au centre), portant les attributs impériaux ainsi qu'une tunique et des chaussures de pourpre, un diadème et un bijou précieux fixant sa chlamyde. Il offre une patène d'or au Christ ; il est entouré de dignitaires qui incarnent la puissance religieuse et militaire de l'empire : le général Bélisaire, qui a reconquis la péninsule italienne (premier à gauche de Justinien), l'évêque de Ravenne Maximien (deuxième à droite de Justinien). Ils sont encadrés par des gardes impériaux, dont les boucliers sont ornés d'un chrisme, et des religieux à droite. Sa démarche symbolise le rétablissement de la communion et le chrisme rappelle le souvenir de Constantin.
De l'autre côté, Théodora et sa suite de sept dames d'honneur et de chambellans, offrent un calice au Christ. L'impératrice est magnifiée par une niche décorative, et s'apprête à franchir une porte qui la mène vers le Christ. Elle porte de riches bijoux, et au bas de son manteau apparaissent les Rois mages offrant des cadeaux au Christ. Les détails sont riches et ornés, les bordures rehaussées de gemmes et de perles. Théodora est réputée avoir eu une influence significative sur la politique de son époux. Elle est ici représentée frontalement. Comme les autres visages, celui de l’impératrice n’est pas véritablement un portrait, mais plutôt une représentation idéalisée de sa fonction. Elle semble néanmoins, contrairement aux autres personnages peu expressifs, un peu songeuse.

Détails des panneaux
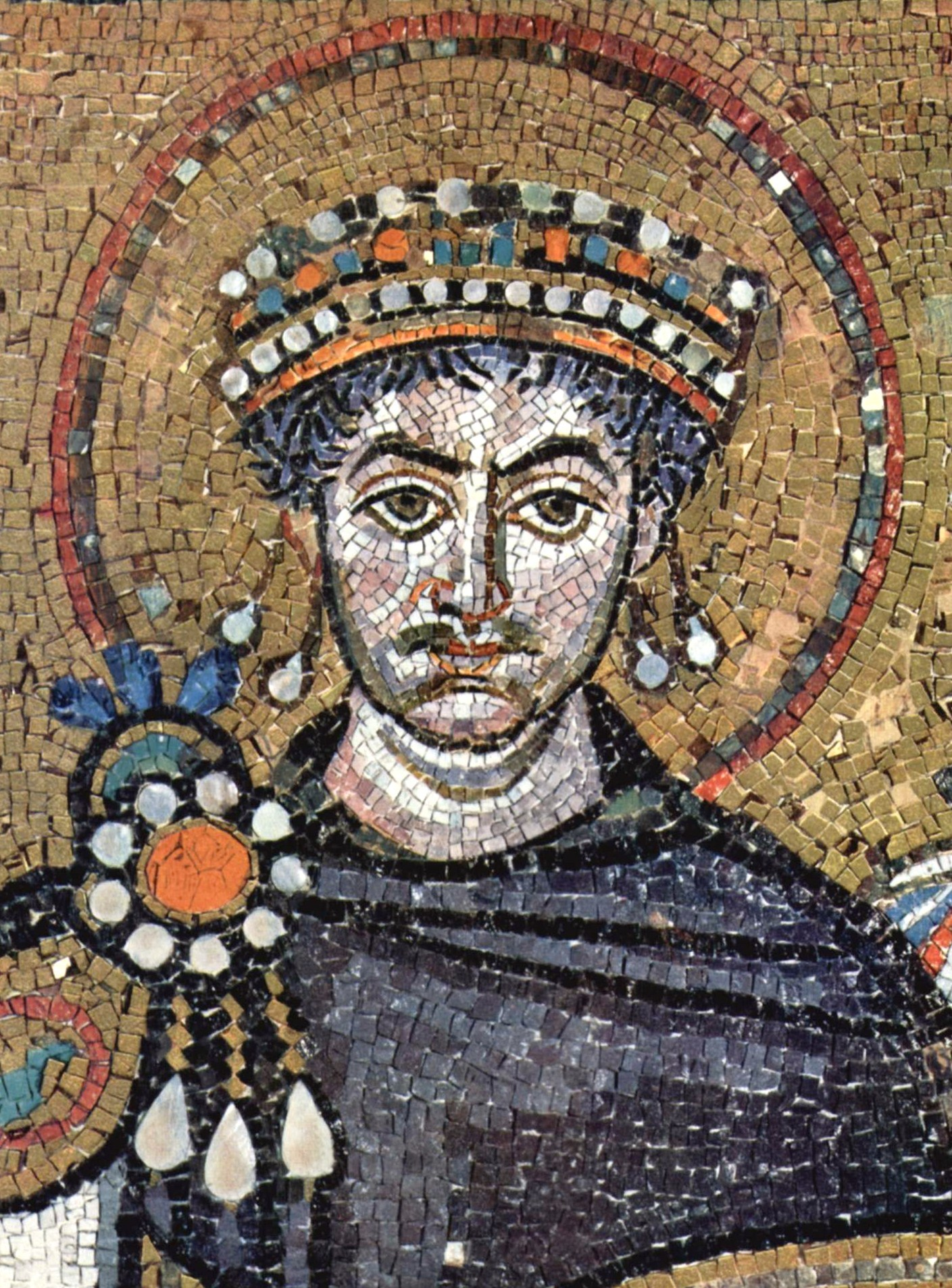
L'empereur Justinien.
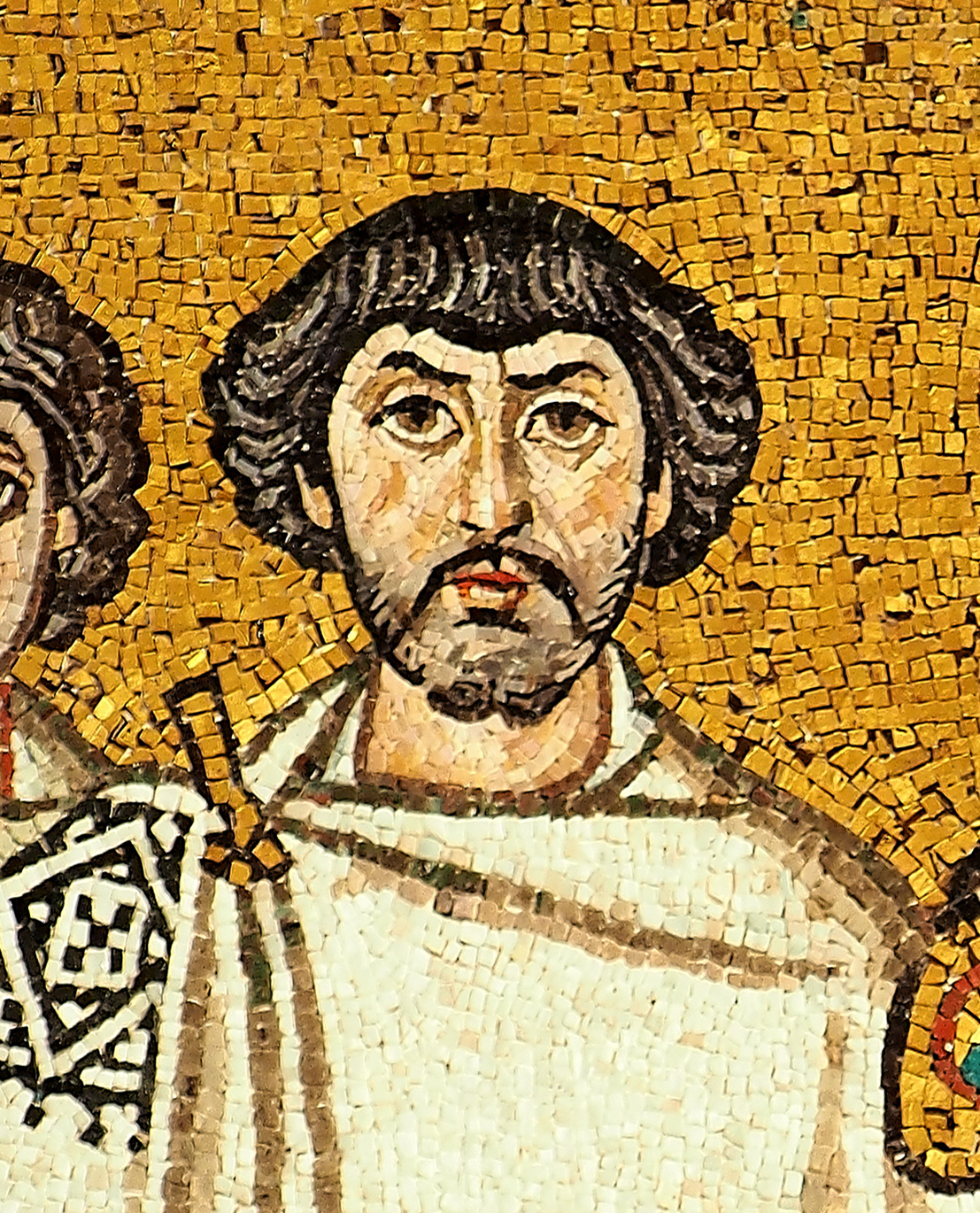
Le général Bélisaire.
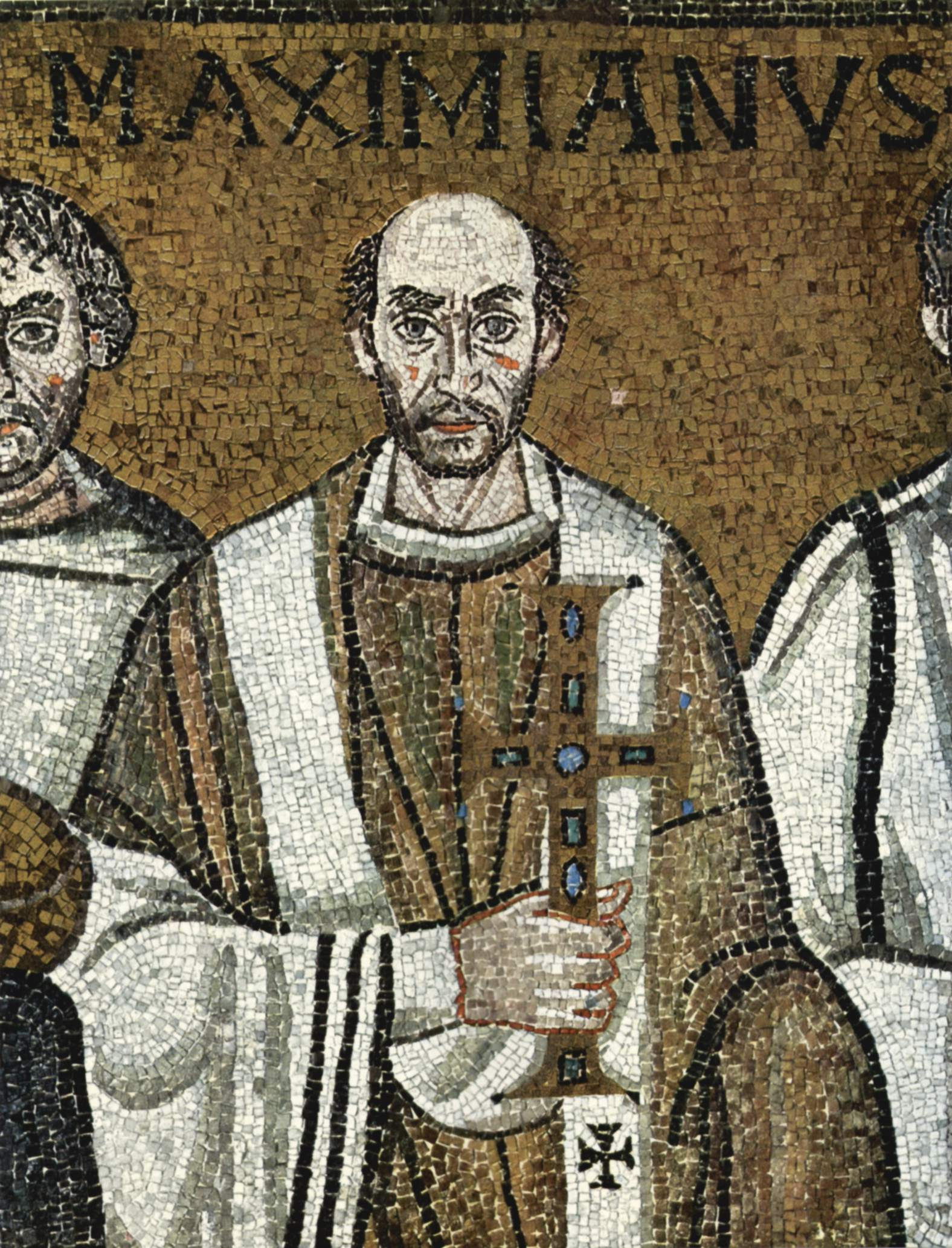
L'évêque Maximien de Ravenne.
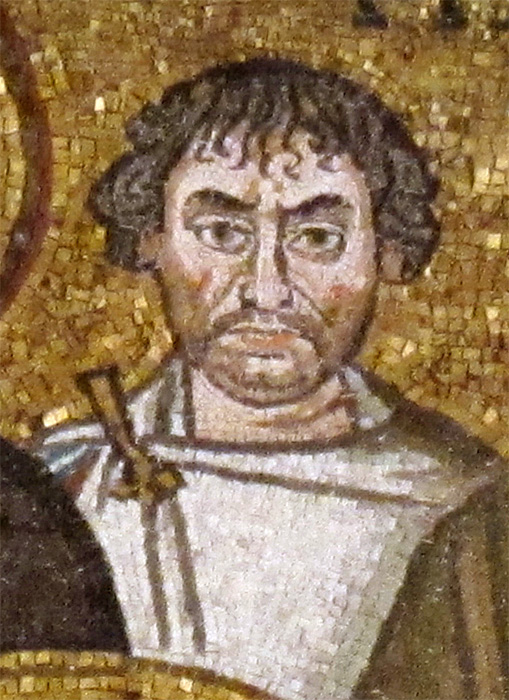
L'eunuque et général Narsès.
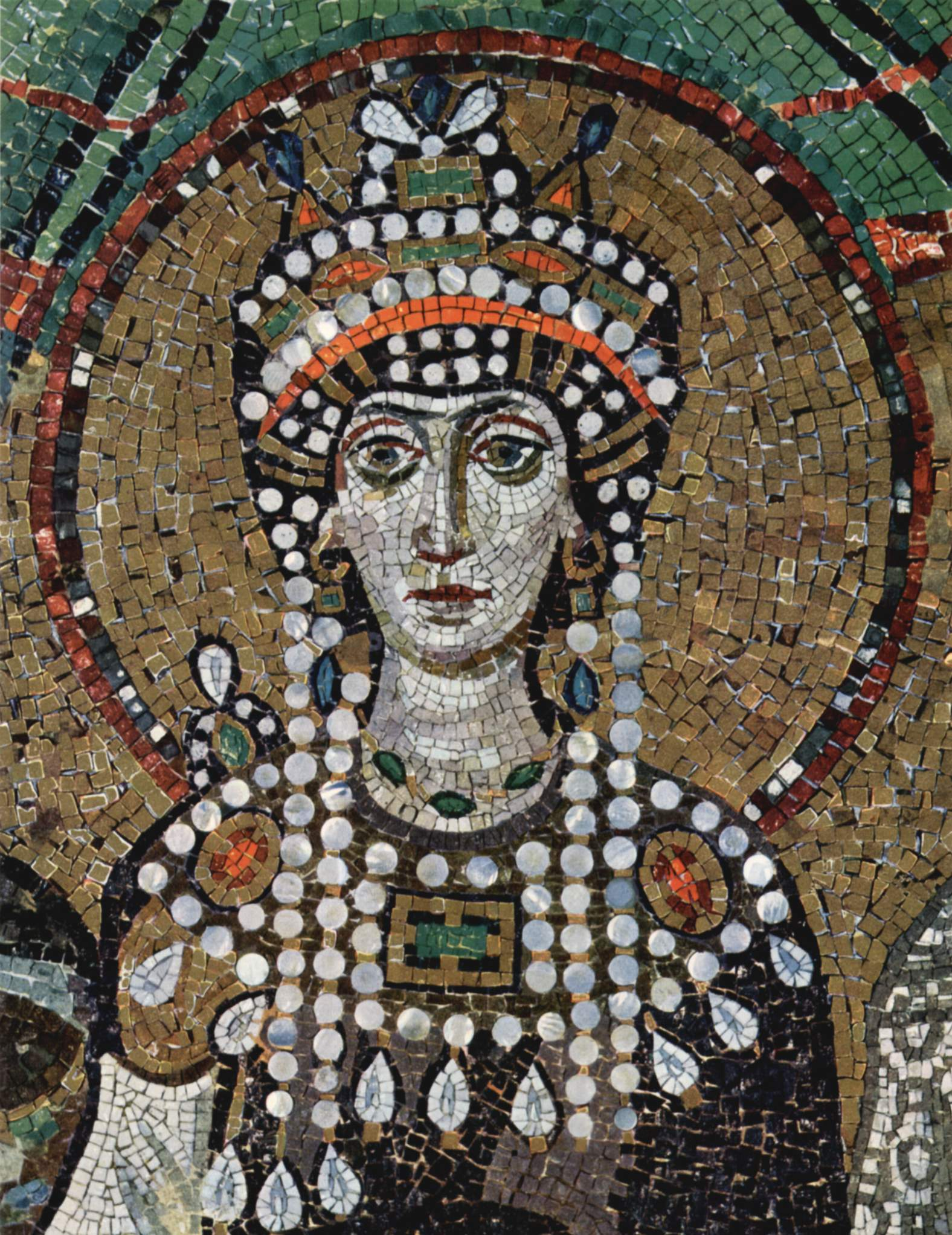
L'impératrice Théodora, détail.
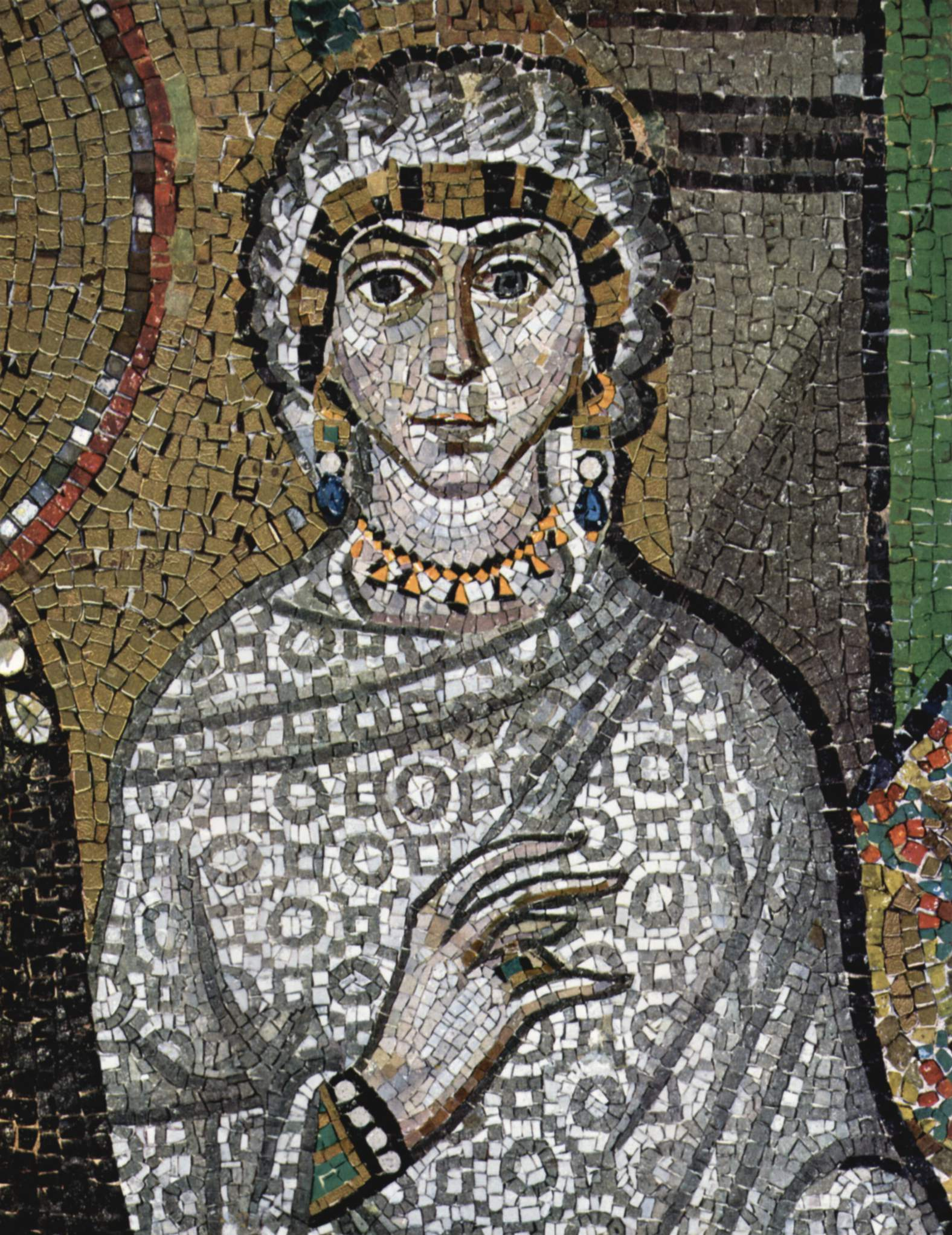
Une dame de la cour.

##### Abside
Le décor de mosaïques culmine dans le cul-de-four de l'abside. Trônant sur un globe terrestre, le Christ en gloire, juvénile et vêtu de pourpre, est entouré de deux anges et de saint Vital, à qui il tend la couronne du martyre, et de l'évêque Ecclésius qui lui fait don de la maquette de la basilique. Le visage du Christ est entouré d'un nimbe crucifère. Ces cinq personnages apparaissent sur un fond d'or et ont à leurs pieds un décor champêtre stylisé où coulent les fleuves célestes.

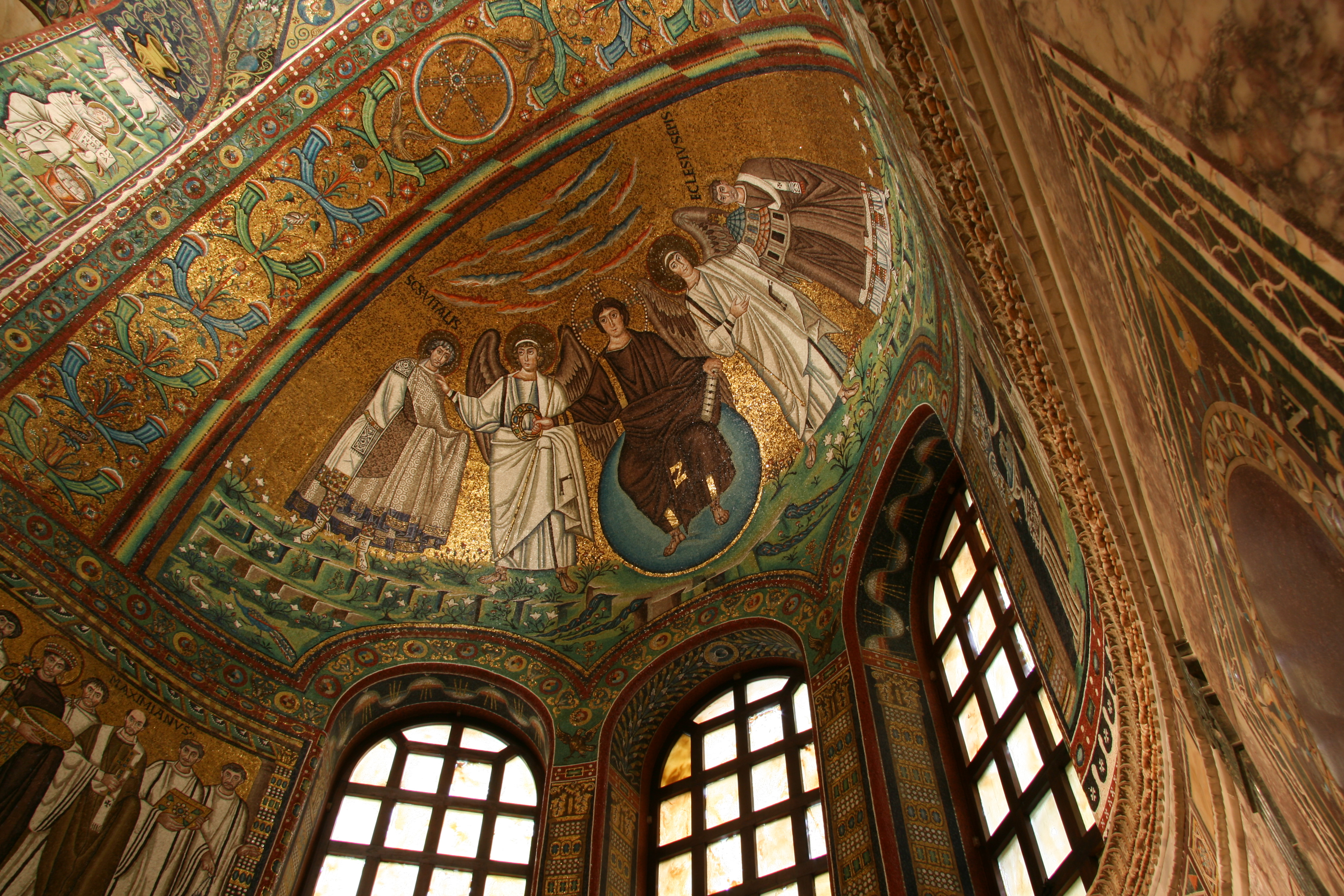
Mosaïques de l'abside.
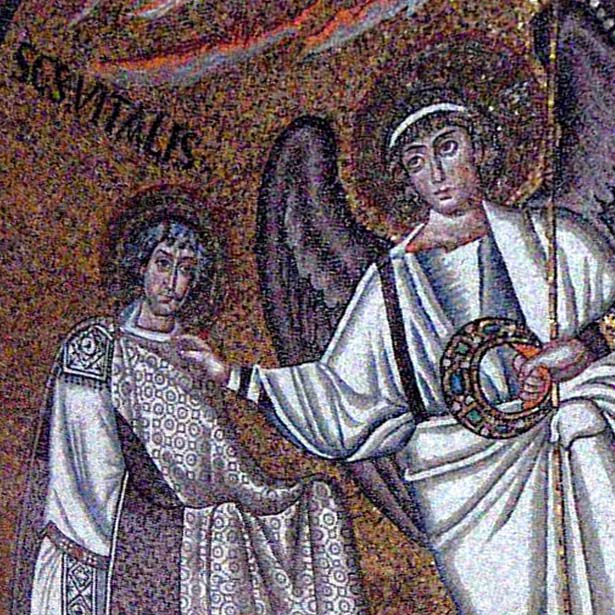
Saint Vital, un ange.
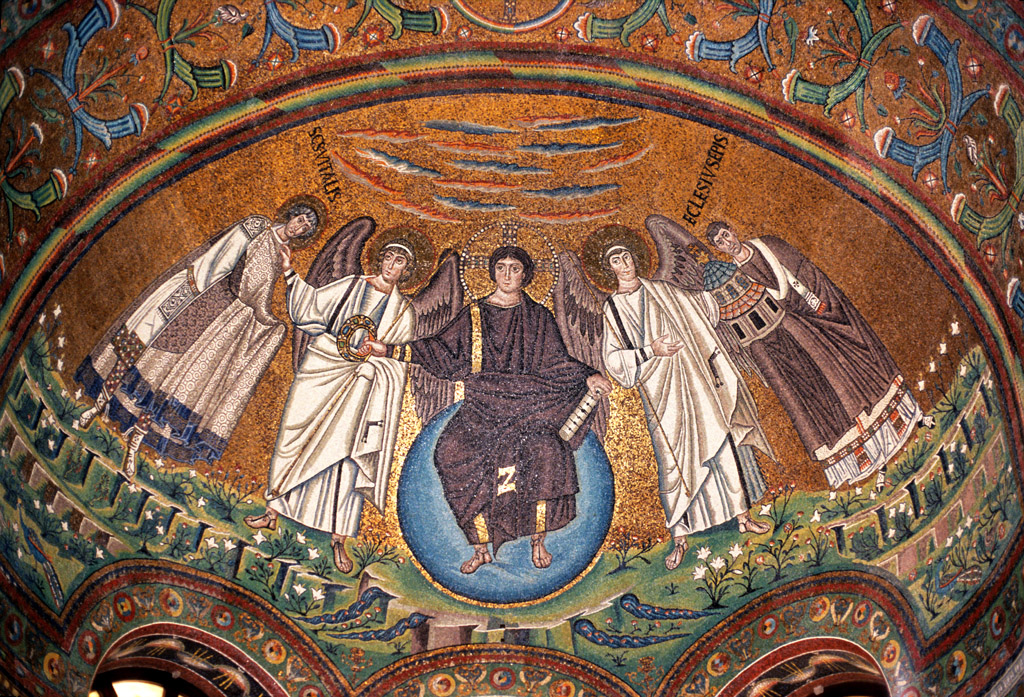
Saint Vital, un ange, le Christ, un ange, l'évêque Ecclésius.

##### Pavement et chapiteaux
La somptueuse décoration de la chapelle est complétée par un pavement géométrique au décor complexe et par des panneaux muraux en marbre polychrome, mais aussi quelques mosaïques de sols. Les colonnes de marbre de couleur sont surmontées de chapiteaux de marbre blanc très ouvragés de style byzantin caractéristique : leur forme est celle d'un tronc de pyramide inversé, aux arêtes curvilignes, ils sont sculptés de délicats rinceaux végétaux en reliefs réparties de façon assez homogène sur les faces. Le niveau inférieur de la basilique est décoré de placages de marbre disposés en livre ouvert, une méthode très utilisée par les Byzantins.

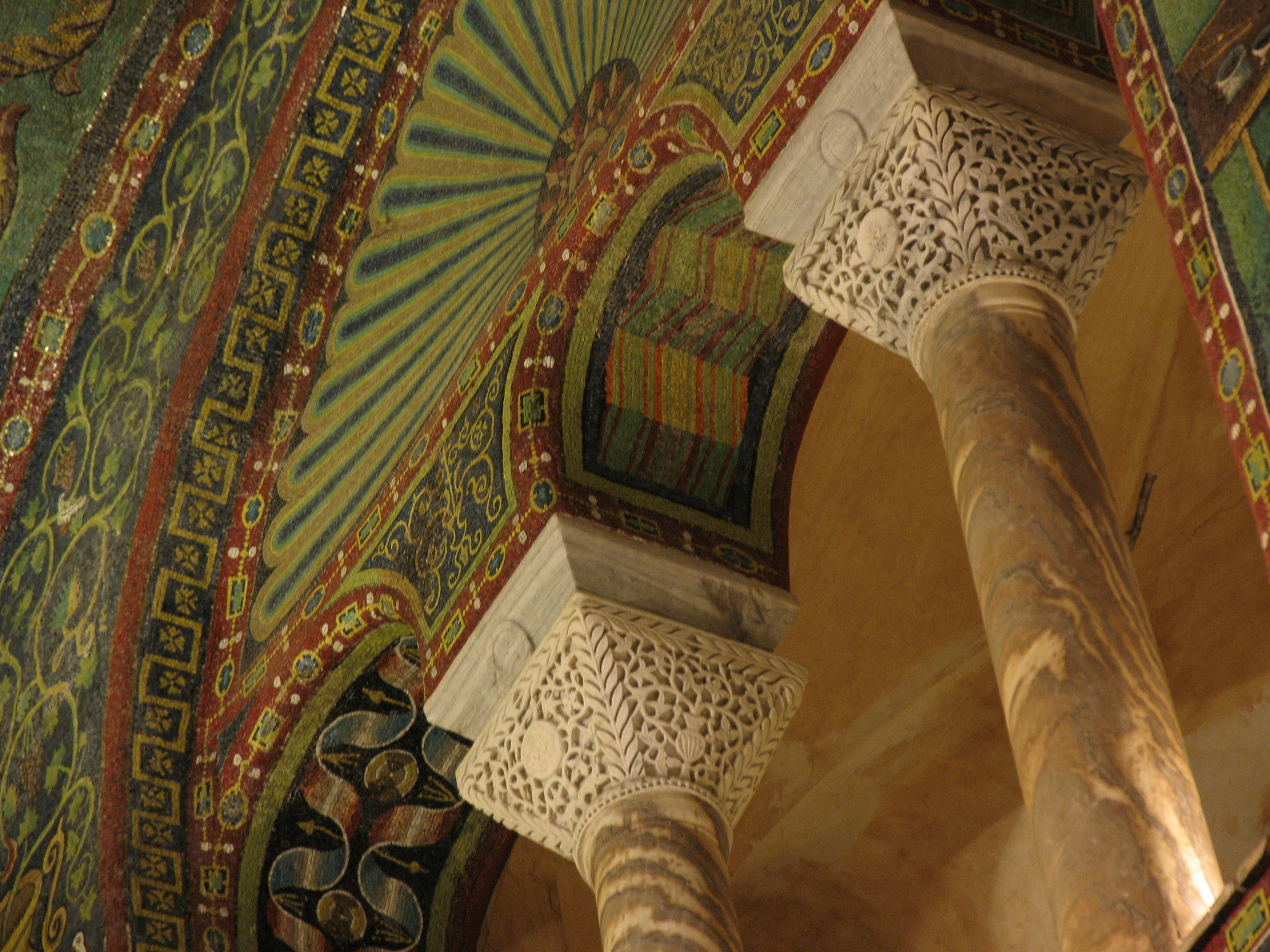
Chapiteaux du deuxième niveau de la chapelle absidiale.
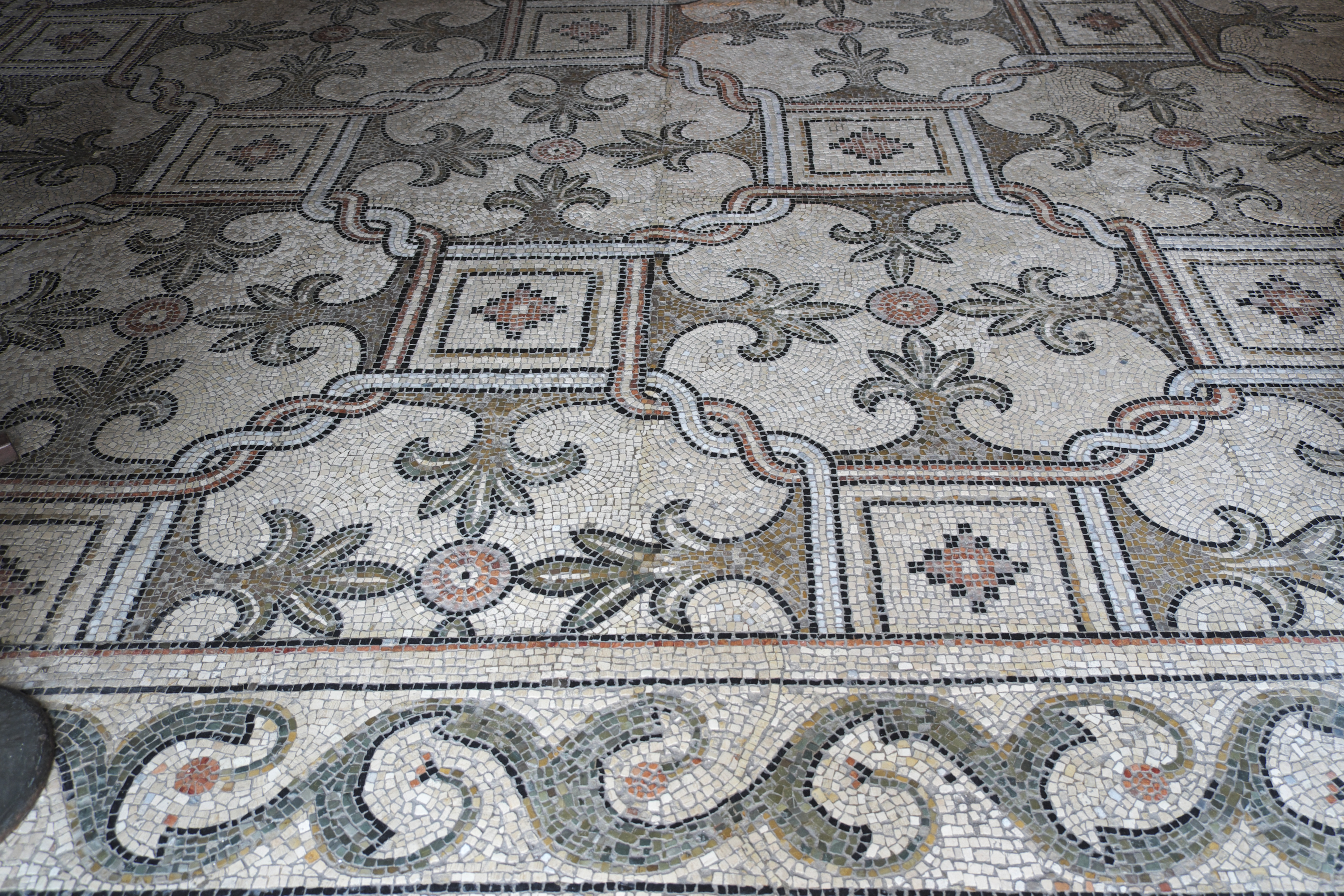
Une mosaïque du sol.
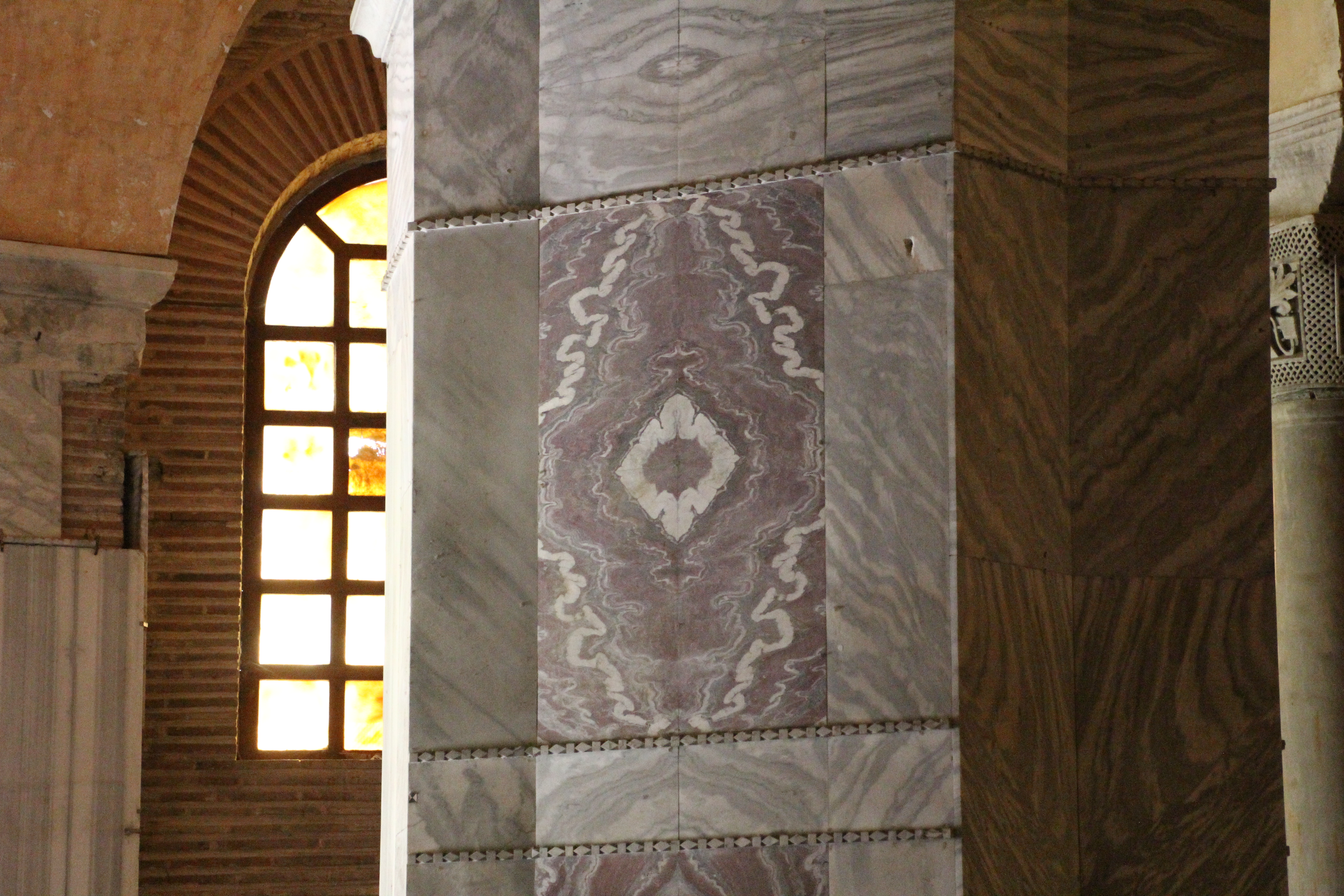
Placage de marbre en livre ouvert sur les piliers.

## Dans la culture
La basilique a inspiré Hergé pour un épisode des Aventures de Tintin, Le Sceptre d'Ottokar (1939). En créant la Syldavie, pays imaginaire des Balkans, il imagine pour sa capitale Klow un château renfermant une salle du trésor dont la décoration reprend plusieurs mosaïques de la basilique, telle que celle figurant L'Empereur Justinien et sa cour.
Les mosaïques de Théodora et de Justinien ont été reproduites à l'encre et à la peinture par Alexandre Raymond (1872-1941).